# Wimbachschloss

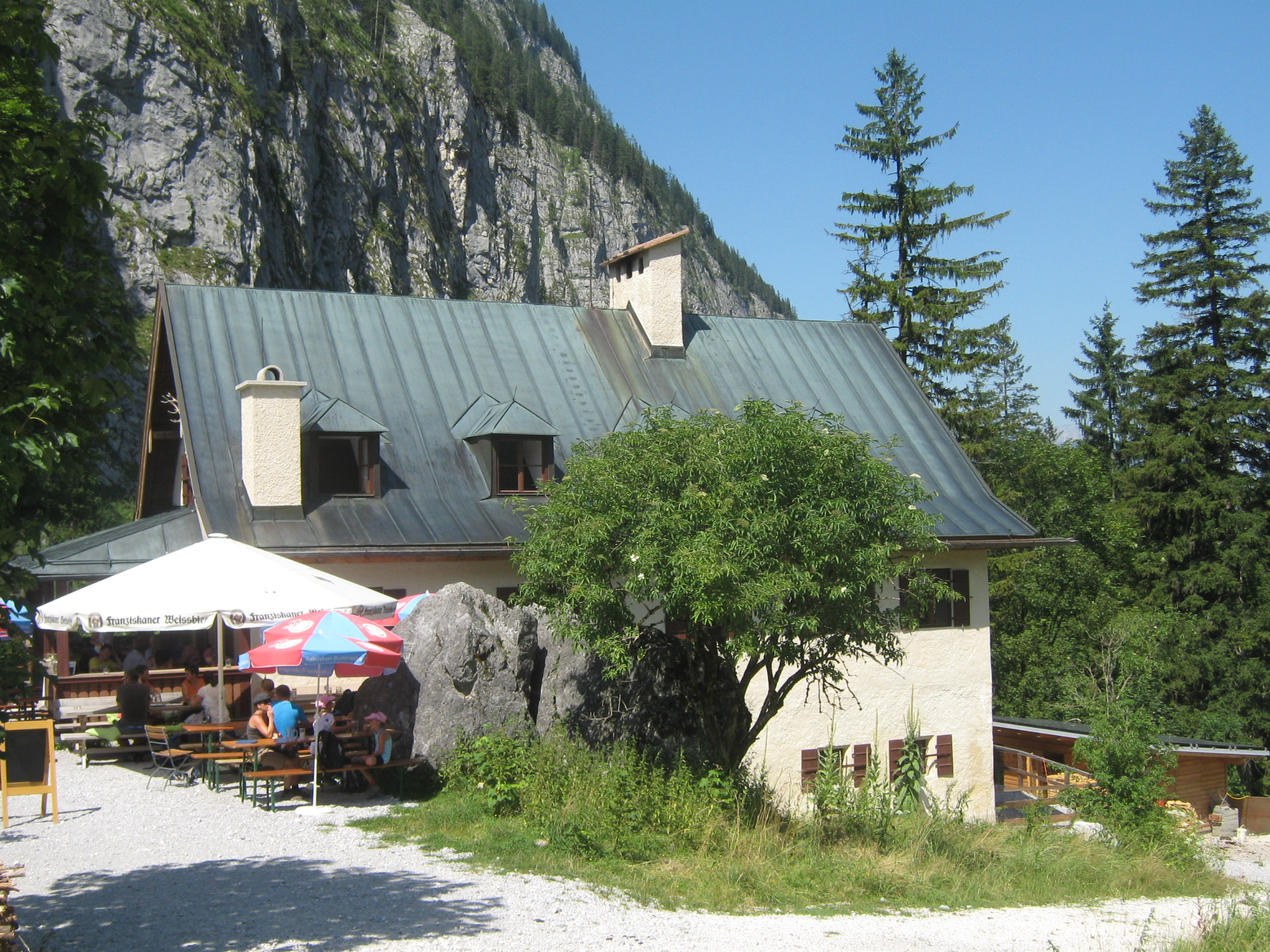
Das Wimbachschloss von Süden im August 2013

Das Wimbachschloss (auch Wimbachschlössl) ist ein ehemaliges Jagdhaus der Fürstpröpste von Berchtesgaden und später des bayerischen Königshauses im Wimbachtal in Ramsau bei Berchtesgaden. Heute wird das denkmalgeschützte Gebäude in den Berchtesgadener Alpen als Berggaststätte genutzt.

## Lage

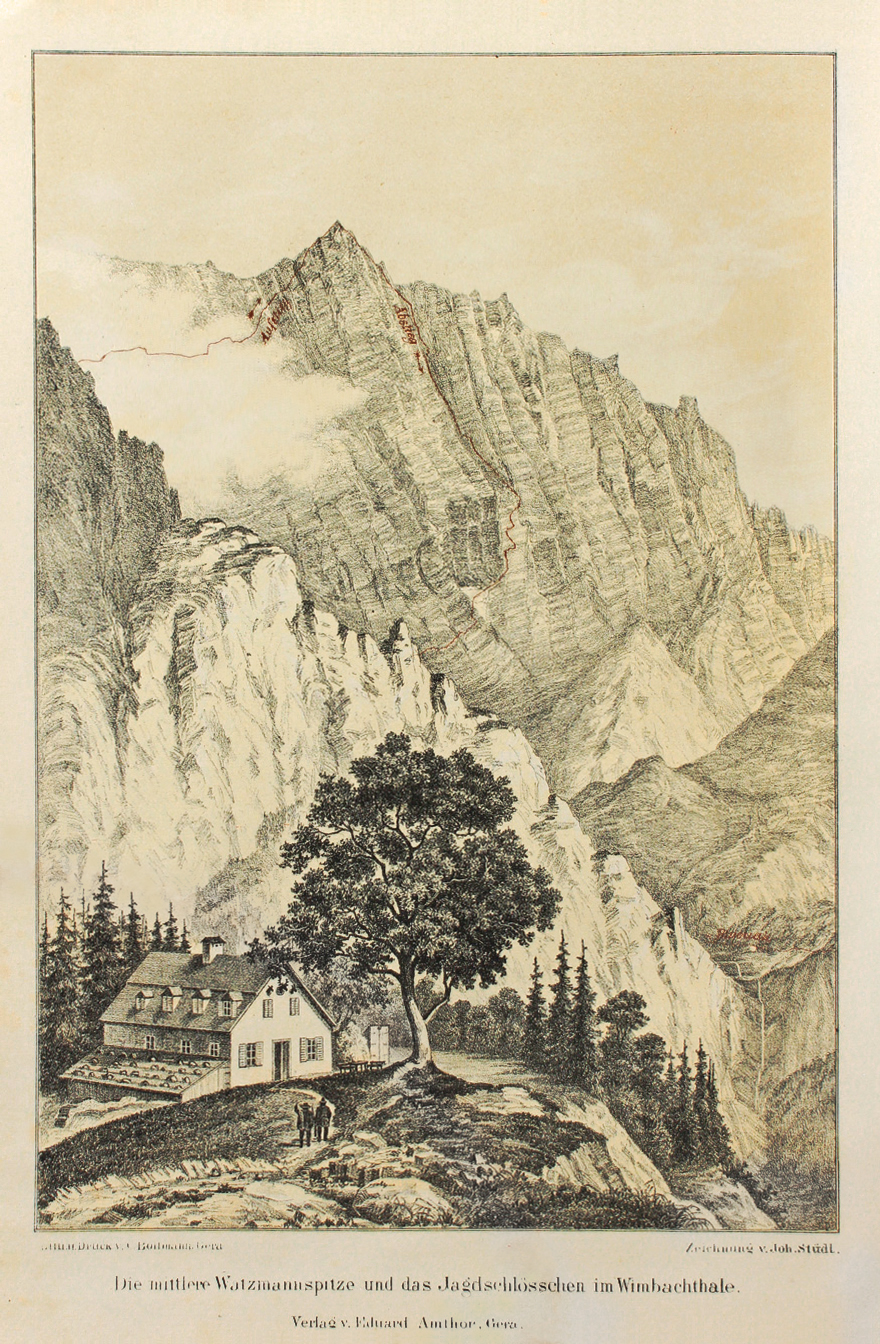
Johann Stüdl:
Die mittlere Watzmannspitze und das Jagdschlösschen im Wimbachthale. (1870)

Das Wimbachschloss liegt im Wimbachtal zwischen Hochkalter und Watzmann auf 937 m ü. NHN in der Gemarkung Ramsauer Forst in der oberbayerischen Gemeinde Ramsau bei Berchtesgaden. Die Postanschrift, der im Nationalpark Berchtesgaden gelegenen Berggaststätte, ist Wimbachweg 49.
Das Wimbachschloss ist in der Regel nur zu Fuß erreichbar. So führt daran ab der Wimbachbrücke an der B 305 eine für den allgemeinen Verkehr gesperrte Forststraße vorbei, die an der 1327 Meter hoch gelegenen Wimbachgrieshütte endet. (Einige hundert Meter oberhalb der Wimbachbrücke besteht zudem in den Sommermonaten die Möglichkeit, den Weg auch durch die gebührenpflichtige Wimbachklamm zu nehmen.)

## Geschichte

### Jagdschlösschen
Der Umbau zum „Jagdschlösschen“ bzw. Jagdhaus erfolgte 1784 unter Joseph Konrad von Schroffenberg-Mös, dem letzten bis 1803 regierenden Fürstpropst der Fürstpropstei Berchtesgaden. Den Grundstock für das Wimbachschlössl lieferten ältere Gebäudeteile, so wird das massive Erdgeschoss des zweigeschossigen Satteldachbaus auf die 2. Hälfte des 17. Jahrhunderts datiert. Weitere Ausbauten des Inneren erfolgten 1850 bis 1855 unter König Maximilian II., die Veranda außerhalb wurde um 1900 unter Prinzregent Luitpold von Bayern angefügt. Beide Herrscher nutzten das Wimbachschloss ebenfalls für die Jagd.

### Gaststätte / Sanierung
Nach 1918 zur Gaststätte ohne Übernachtungsmöglichkeit umgebaut, wurde das Wimbachschloss 2011/2012 für 830.000 Euro umfassend saniert und um einen Anbau erweitert.

### Hubschrauberabsturz
Am 7. Juli 1970 stürzte nahe dem Wimbachschloss im Rahmen der ersten gemeinsamen deutsch-französischen Gebirgsjägerübung ein deutscher Hubschrauber des Typs Bell UH 1D ab. Acht französische und vier deutsche Soldaten verstarben, lediglich ein französischer Soldat überlebte. An der Absturzstelle befindet sich ein Gedenkkreuz.